# Hjallis Harkimo
Harry Juhani „Hjallis” Harkimo (ur. 2 listopada 1953 w Helsinkach) – fiński przedsiębiorca, działacz sportowy, prezenter telewizyjny i polityk, poseł do Eduskunty, kandydat w wyborach prezydenckich w 2024.

## Życiorys
Absolwent ekonomii w szkole ekonomicznej Hanken (1980). Pracował w różnych przedsiębiorstwach, zajął się też prowadzeniem własnej działalności gospodarczej. Zajmował się również żeglarstwem, w sezonach 1981/1982 i 1989/1990 był członkiem załóg jachtów biorących udział w regatach Whitbread Round the World Yacht Race. Od 1991 do 2019 pełnił funkcję prezesa klubu hokejowego Jokerit. Założył klub piłkarski FC Jokerit. Udzielał się także jako prezenter telewizyjny, prowadził m.in. fińską wersję amerykańskiego reality show The Apprentice.
Był związany z Partią Koalicji Narodowej. W 2015 z jej listy po raz pierwszy uzyskał mandat deputowanego do Eduskunty. W 2018 znalazł się poza tym ugrupowaniem, założył własną formację pod nazwą Liike Nyt. W wyborach w 2019 i 2023 jako jedyny jej przedstawiciel był ponownie wybierany do fińskiego parlamentu.
W 2024 kandydował w wyborach prezydenckich. W pierwszej turze głosowania ze stycznia tegoż roku otrzymał poparcie na poziomie 0,5% głosów, zajmując ostatnie miejsce wśród 9 kandydatów.

## Życie prywatne
Dwukrotnie żonaty, jego żonami były polityczki Leena Harkimo i Merikukka Forsius; oba małżeństwa zakończyły się rozwodem.